# اینفورما
اینفورما (انگلیسی: Informa PLC) یک شرکت انتشاراتی چند ملیتی است که دفتر مرکزی و ثابت آن در لندن قرار دارد. این شرکت دارای نمایندگی در ۴۳ کشور و حدود ۶۵۰۰ کارمند است. اینفورما صاحب برندهای زیادی از جمله روتلج و گروه تیلور و فرانسیس است.
این شرکت در بورس لندن قرار دارد و جزو اصلی شاخص ۱۰۰ بورس اوراق بهادار فایننشیال تایمز است.